# Neotrichoporoides turkmenicus
Neotrichoporoides turkmenicus är en stekelart som beskrevs av Kostjukov 2004. Neotrichoporoides turkmenicus ingår i släktet Neotrichoporoides och familjen finglanssteklar.
Artens utbredningsområde är Turkmenistan. Inga underarter finns listade i Catalogue of Life.